# 姶良市立重富中学校
姶良市立重富中学校（あいらしりつしげとみちゅうがっこう）は鹿児島県姶良市にある市立の中学校である。

## 概要
第1学年は6クラス，第2学年は7クラス・第3学年は6クラス・特別支援学級2である。生徒数は、688名（令和元年年8月現在）で、1990年代後半と比べると減少しているが，本年より増加傾向に転じている。

## 沿革
1947年（昭和22年）5月2日、重富村立重富中学校として創立した。創立当初の学区は重富村内全域であり、重富小学校、船津小学校から進学していた。当初は独自の校舎がなく、重富小学校と重富青年学校の一部を間借りして分散授業をしていた。1950年（昭和25年）、船津小学校校区の生徒は、帖佐町立帖佐中学校へ越境通学することになり、重富中学校校区から外れた。その後1955年（昭和30年）に町村合併により姶良町が成立し、姶良町立重富中学校となった。同時に従来の町村境界を越えて校区再編が行われ、帖佐中学校校区だった建昌小学校校区の俵原・楠元・並木・松原下集落が校区に編入された。また、2010年（平成22年）に三町合併により姶良市が成立し、姶良市立重富中学校となった。

### 年表
- 1947年（昭和22年） — 創立、重富小学校と重富青年学校で分散授業
- 1948年（昭和23年） — 3月PTA結成、5月重富青年学校廃止に伴い本部を青年学校跡地に移転
- 1949年（昭和24年） — 第一期工事竣工、9月5日に1年生と3年生と収容、4月に高牧地区に学有林設定、11月6日校章と校歌制定
- 1950年（昭和25年） — 第二期工事竣工、11月8日全生徒を収容
- 1951年（昭和26年） — PTAによりピアノ寄付、岩崎産業より桜が寄付され植樹、PTA茶園造成
- 1952年（昭和27年） — 第三期工事竣工、理科室・家庭科室など完成、校庭造成工事完了
- 1953年（昭和28年） — 講堂558平方メートル完成
- 1955年（昭和30年） — 町村合併により姶良町立に、校区変更
- 1957年（昭和32年） — 新校舎254平方メートル完成、岩崎産業寄付の図書館165平方メートル完成
- 1965年（昭和40年） — 給食室完成、完全給食実施
- 1970年（昭和45年） — プール完成
- 1975年（昭和50年） — 新校舎2360平方メートル完成、工費1億3394万5000円
- 1982年（昭和57年） — 新校舎1227平方メートル完成
- 1984年（昭和59年） — 新校舎1058平方メートル完成
- 2010年 (平成22年)  — 三町合併(姶良町、加治木町、蒲生町)により、姶良市立となる

## 学区
- 姶良市立重富小学校と姶良市立西姶良小学校の学区の全域および姶良市立姶良小学校と姶良市立建昌小学校と姶良市立松原なぎさ小学校の学区の一部（ほかは帖佐中）

## 部活動
- サッカー部
  - 九州大会（2004年、2006年、2015年）出場
  - フットサル九州大会（2012年10月）第3位
- 野球部
  - 九州大会（2006年、2011年）出場
- 剣道部
  - 全国大会（2012年）出場
  - 全国大会（2013年8月）男子個人ベスト8
- 男子バスケットボール部
- 女子バスケットボール部
- 女子ハンドボール部
  - 九州大会（2009年3月）出場
  - 九州大会（2009年8月）出場
- 男子ハンドボール部
  - 九州大会出場（2009年8月）
  - 全国大会出場（2013年3月）ベスト8
- 吹奏楽部
  - 第52回全日本吹奏楽コンクール（2004年）銀賞
  - 第60回全日本吹奏楽コンクール（2012年）銀賞
  - 第53回九州吹奏楽コンクール（2008年）銀賞
  - 第57回九州吹奏楽コンクール（2012年）金賞
  - 第35回九州アンサンブルコンテスト（2010年）金賞
  - 第36回九州アンサンブルコンテスト（2011年）金賞
- 弓道部
  - 九州大会出場 優勝（2009年8月）
  - 全国大会出場 3位入賞（2009年8月）
- 陸上部
  - 九州大会出場　400m　砲丸投げ 6位（2010年8月）
  - ジュニアオリンピック出場　砲丸投げ（2010年11月）
  - 全国大会出場　女子共通400mＲ（2013年8月）
- 水泳部
  - 九州大会出場　男子400m　メドレーリレー（2013年8月）

## 主な出身者
- 川﨑宗則（野球選手）
- 福倉健太郎（野球選手：鹿児島ドリームウェーブ）
- 久永辰徳（サッカー指導者）
- 雪丸梢（バレーボール選手）

## 進路
主な進学先は他の町内の中学校同様、市内の蒲生高校、加治木高校、加治木工業高校などに進学する。また、鹿児島市内一定枠では、鶴丸高校、甲南高校、鹿児島中央高校へも若干名だが進学する。